# Мелфи
Мелфи (на италиански: Melfi) е град и община в провинция Потенца, регион Базиликата, Южна Италия.
Мелфи се намира на 51 км северно от Потенца и има 17 554 жители (към 31 декември 2010).
Мелфи е построен в подножието на вулкана Монте Вултуре на река Мелпес. През 1041 г. Мелфи е център на Апулия и Калабрия.
През 1059 г. папа Николай II свиква Първият събор от Мелфи. Градът получава нова стена с пет входа. През 1067 г. папа Александър II свиква Вторият събор от Мелфи.
Импертаор Фридрих II прави Мелфи за своя лятна резиденция и през 1231 г. съобщава в града за своята сбирка от закони, наречена Конституции от Мелфи.
През 1930 г. едно земетресение разрушава Мелфи. В Мелфи се сади грозде за червеното вино Aglianico del Vulture. В Мелфи се строят колите Фиат Гранде Пунто.